# Tom Guiry
Thomas John Guiry, detto Tom (Trenton, 12 ottobre 1981), è un attore statunitense.

## Biografia
Ha iniziato ancora bambino la sua carriera come attore, partecipando a svariate produzioni cinematografiche.
Nel 2000 ha lavorato, nel film U-571, insieme al quasi altrettanto giovane Will Estes, il quale, come Guiry, aveva preso parte, da bambino, ad una produzione ispirata alle avventure di Lassie (nel caso di Estes si trattava della serie televisiva realizzata tra la fine degli anni ottanta e l'inizio degli anni novanta).
Ha ottenuto una vittoria e una nomination attinenti agli Young Artist Awards, rispettivamente negli anni 1994 e 1995; un'altra vittoria ha poi riportato nel 2007, quest'ultima per il film Black Irish.

## Filmografia

### Cinema
- I ragazzi vincenti (The Sandlot), regia di David Mickey Evans (1993)
- Lassie, regia di Daniel Petrie (1994)
- Cinque giorni di guai (The Last Home Run), regia di Bob Gosse (1996)
- Wrestling with Alligators, regia di Laurie Weltz (1998)
- College femminile (Strike!), regia di Sarah Kernochan (1998)
- Cavalcando col diavolo (Ride with the Devil), regia di Ang Lee (1999)
- U-571, regia di Jonathan Mostow (2000)
- Tigerland, regia di Joel Schumacher (2000)
- Scotland, PA, regia di Billy Morrissette (2001)
- Black Hawk Down - Black Hawk abbattuto (Black Hawk Down), regia di Ridley Scott (2001)
- The Mudge Boy, regia di Michael Burke (2003)
- Justice, regia di Evan Oppenheimer (2003)
- Mystic River, regia di Clint Eastwood (2003)
- Strangers with Candy, regia di Paul Dinello (2005)
- Steel City, regia di Brian Jun (2006)
- Bristol Boys, regia di Brandon David Cole (2006)
- Black Irish, regia di Brad Gann (2007)
- Prisoner, regia di David Alford e Robert Archer Lynn (2007)
- Yonkers Joe, regia di Robert Celestino (2008)
- Joint Body, regia di Brian Jun (2011)
- The Fitzgerald Family Christmas, regia di Edward Burns (2012)
- Mahjong and the West, regia di Joseph Muszynski (2014)
- Revenant - Redivivo (The Revenant), regia di Alejandro Gonzàlez Iñárritu (2015)
- Culling Hens, regia di Christopher Jarvis e Alex Loeb (2016)
- Cell Block 99 - Nessuno può fermarmi (Brawl in Cell Block 99), regia di S. Craig Zahler (2017)
- Sollers Point, regia di Matthew Porterfield (2017)
- La ruota delle meraviglie - Wonder Wheel (Wonder Wheel), regia di Woody Allen (2017)
- The Unforgivable, regia di Nora Fingscheidt (2021)
- Killin Smallz, regia di Ray Martin (2022)

### Televisione
- Il primo Natale in famiglia (A Place to Be Loved), regia di Sandy Smolan – film TV (1993)
- The Four Diamonds, regia di Peter Werner – film TV (1995)
- Songs in Ordinary Time, regia di Rod Holcomb – film TV (2000)
- We Were the Mulvaneys, regia di Peter Werner – film TV (2002)
- Law & Order - Unità vittime speciali (Law & Order: Special Victims Unit) – serie TV, episodi 4x5 (2002)
- Strip Search, regia di Sidney Lumet – film TV (2004)
- The Jury – serie TV, episodi 1x6 (2004)
- Law & Order: Criminal Intent – serie TV, episodi 5x22 (2006)
- The Black Donnellys – serie TV, 13 episodi (2007)
- Law & Order - I due volti della giustizia (Law & Order) – serie TV, episodi 9x3-18x3 (2006)
- CSI: Miami – serie TV, episodi 7x12 (2009)
- Kings – serie TV, episodi 1x5-1x6 (2009)
- Unforgettable – serie TV, episodi 1x1 (2011)
- Elementary – serie TV, episodi 1x20 (2013)
- Chicago Justice – serie TV, episodi 1x12 (2017)

## Doppiatori italiani
Nelle versioni in italiano delle opere in cui ha recitato, Tom Guiry è stato doppiato da:
- Alessandro Quarta in Mystic River, The Black Donnellys
- Paolo Vivio ne I ragazzi vincenti
- Alessandro Iannizzi in Cavalcando col diavolo
- Massimiliano Alto in U-571
- Stefano Crescentini in Tigerland
- Antonello Noschese in Black Hawk Down - Black Hawk abbattuto
- Gianluca Crisafi in Strip Search
- Simone D'Andrea in Law & Order: Criminal Intent
- Gabriele Lopez in CSI: Miami
- Daniele Raffaeli in Chicago Justice
- Emanuele Ruzza in The Unforgivable